# 16 Biggest Hits (альбом Джорджа Джонса)
| Оценки критиков | Оценки критиков |
| Источник        | Оценка          |
| --------------- | --------------- |
| Allmusic        | [ 1 ]           |

16 Biggest Hits — альбом-сборник американского кантри-певца Джорджа Джонса, изданный 14 июля 1998 года лейблами Legacy и Epic Records. Он вышел в серии 16 Biggest Hits от Legacy. 5 ноября 2002 года он был сертифицирован RIAA как золотой. По состоянию на апрель 2013 года в США было продано 1 188 000 копий.
В 2013 году альбом был сертифицирован Американской ассоциацией звукозаписывающих компаний (RIAA) как платиновый.

## История
Альбом получил положительные отзывы музыкальной критики и интернет-изданий. Он вышел в серии 16 Biggest Hits от Legacy.
Стивен Томас Эрлевайн из AllMusic отметил, что «16 Biggest Hits охватывает ту же самую территорию, что и великолепный Anniversary — не так хорошо, но все же довольно здорово, просто потому, что исходный материал очень силён. Первые девять песен были на Anniversary, и это лучшие композиции. Многие из оставшихся песен взяты с альбомов, вышедших после Anniversary, и хотя среди них есть несколько отличных композиций — „She’s My Rock“, „I Always Get Lucky With You“, „The King Is Gone (So Are You)“, „Who’s Gonna Fill Their Shoes“, — в целом они не дотягивают до ранних треков. Тем не менее, это мелочь, потому что на альбоме хорошо подобраны менее значимые работы и, таким образом, даётся хороший обзор всего времени его работы с Epic Records. Возможно, он не является окончательным, как второй диск Essential George Jones: The Spirit of Country или как Anniversary описывает его пиковые годы, но в любом случае это хороший и доступный диск».

## Список композиций
| №   | Название                                      | Автор(ы)                                               | Длительность |
| --- | --------------------------------------------- | ------------------------------------------------------ | ------------ |
| 1.  | «A Picture of Me (Without You)»               | George Richey, Norro Wilson                            | 2:33         |
| 2.  | «What My Woman Can't Do»                      | George Jones, Earl Montgomery, Billy Sherrill          | 2:37         |
| 3.  | «The Grand Tour»                              | Richey, Carmol Taylor, Wilson                          | 3:07         |
| 4.  | «These Days (I Barely Get By)»                | Jones, Tammy Wynette                                   | 3:02         |
| 5.  | «The Door»                                    | Sherrill, Wilson                                       | 2:43         |
| 6.  | «Bartender's Blues»                           | James Taylor                                           | 3:45         |
| 7.  | «He Stopped Loving Her Today»                 | Bobby Braddock, Curly Putman                           | 3:17         |
| 8.  | «If Drinkin' Don't Kill Me (Her Memory Will)» | Rick Beresford, Harlan Sanders                         | 3:11         |
| 9.  | «Still Doin' Time»                            | Michael P. Heeney, John E. Moffat                      | 2:50         |
| 10. | «I Always Get Lucky with You»                 | Gary Church, Merle Haggard, Freddy Powers, Tex Whitson | 3:19         |
| 11. | «She's My Rock»                               | Gene Dobbins                                           | 2:27         |
| 12. | «Wine Colored Roses»                          | Dennis Knutson, A.L. "Doodle" Owens                    | 3:19         |
| 13. | «The Right Left Hand»                         | Knutson, Owens                                         | 3:16         |
| 14. | «Radio Lover»                                 | Ron Hellard, Bucky Jones, Curly Putman                 | 3:29         |
| 15. | «The King Is Gone (So Are You)»               | Roger D. Ferris                                        | 3:23         |
| 16. | «Who's Gonna Fill Their Shoes»                | Max D. Barnes, Troy Seals                              | 3:18         |

## Чарты
| Чарт (1998)                        | Высшая позиция |
| ---------------------------------- | -------------- |
| США (Billboard Top Country Albums) | 50             |

| Чарт (2013)         | Высшая позиция |
| ------------------- | -------------- |
| США (Billboard 200) | 42             |

## Сертификации
| Регион     | Сертификация | Продажи |
| ---------- | ------------ | ------- |
| США (RIAA) | Платиновый   |         |